# 봉혁
《봉혁》(중국어 간체자: 凤弈, 정체자: 鳳弈, 병음: Fèng yì 펑이[*], 영어: Legend of The Phoenix 레전드 오브 더 피니스[*])은 2019년 5월 28일에 텐센트에서 방송된 중화인민공화국의 드라마이다.

## 등장인물
- 허훙산 (何泓姍) : 섭응지(葉凝芝) 역
- 쉬정시 (徐正溪) : 위광(魏廣) 역
- 차오시원 (曹曦文) : 장숙군(鄭淑君) 역
- 웨인 라이 (黎耀祥) : 낭곤/화양홍(朗坤/火樣紅) 역